# Bo van Egmond
Bo van Egmond (Putten, 13 november 2006) is een Nederlands voetbalster die uitkomt voor Ajax in de Eredivisie.

## Carrière
Ze begon haar voetballoopbaan bij de plaatselijke amateurclub VVOP uit Voorthuizen. In 2022 maakte ze de overstap naar de beloftenploeg van PEC Zwolle, door blessures en uitvallers bij het eerste team mocht ze in november aansluiten bij de hoofdmacht. Ze debuteerde op zondag 20 november in de wedstrijd tegen ADO Den Haag. Ze kwam in de 46e minuut in het veld voor Senne van de Velde. Na twee seizoenen in de hoofdmacht van de Zwollenaren maakte ze een transfer naar Ajax. Zonder nog minuten te hebben gemaakt door een blessure, werd Van Egmond's contract op 21 januari 2025 verlengd tot medio 2029.

### Carrièrestatistieken
| Seizoen                         | Club            | Land            | Competitie         | Competitie | Competitie | Beker | Beker | Internationaal | Internationaal | Overig | Overig | Totaal | Totaal |
| Seizoen                         | Club            | Land            | Competitie         | Wed.       | Dlp.       | Wed.  | Dlp.  | Wed.           | Dlp.           | Wed.   | Dlp.   | Wed.   | Dlp.   |
| ------------------------------- | --------------- | --------------- | ------------------ | ---------- | ---------- | ----- | ----- | -------------- | -------------- | ------ | ------ | ------ | ------ |
| 2022/23                         | PEC Zwolle      | Nederland       | Vrouwen Eredivisie | 14         | 2          | 0     | 0     | –              | –              | –      | –      | 14     | 2      |
| 2023/24                         | PEC Zwolle      | Nederland       | Vrouwen Eredivisie | 22         | 8          | 1     | 0     | –              | –              | –      | –      | 23     | 8      |
| 2024/25                         | Ajax            | Nederland       | Vrouwen Eredivisie | 0          | 0          | 0     | 0     | 0              | 0              | 0      | 0      | 0      | 0      |
| Carrière totaal                 | Carrière totaal | Carrière totaal | Carrière totaal    | 36         | 10         | 1     | 0     | 0              | 0              | 0      | 0      | 37     | 10     |
| Bijgewerkt tot 3 september 2024 |                 |                 |                    |            |            |       |       |                |                |        |        |        |        |

## Interlandcarrière

### Nederland onder 17
Op 19 oktober 2022 debuteerde Van Egmond bij het Nederland –17 in een kwalificatiewedstrijd tegen Schotland –17 (2–0).
| Interlands van Bo van Egmond | Interlands van Bo van Egmond | Interlands van Bo van Egmond | Interlands van Bo van Egmond | Interlands van Bo van Egmond | Interlands van Bo van Egmond |
| №                            | Datum                        | Wedstrijd                    | Uitslag                      | Soort wedstrijd              | Doelpunten                   |
| Als speelster bij PEC Zwolle | Als speelster bij PEC Zwolle | Als speelster bij PEC Zwolle | Als speelster bij PEC Zwolle | Als speelster bij PEC Zwolle | Als speelster bij PEC Zwolle |
| ---------------------------- | ---------------------------- | ---------------------------- | ---------------------------- | ---------------------------- | ---------------------------- |
| 1.                           | 19 oktober 2022              | Nederland – Schotland        | 4 – 1                        | Kwalificatie EK 2023         | 0                            |
| 2.                           | 22 oktober 2022              | Nederland – Zweden           | 5 – 1                        | Kwalificatie EK 2023         | 0                            |
| 3.                           | 25 oktober 2022              | Portugal – Nederland         | 0 – 2                        | Kwalificatie EK 2023         | 1                            |
| 4.                           | 25 februari 2023             | Frankrijk – Denemarken       | 1 – 1                        | Vriendschappelijk            | 0                            |
| 5.                           | 28 februari 2023             | Frankrijk – Denemarken       | 2 – 0                        | Vriendschappelijk            | 0                            |
| 6.                           | 8 maart 2023                 | Nederland – Wales            | 4 – 0                        | Kwalificatie EK 2023         | 0                            |
| 7.                           | 11 maart 2023                | Nederland – Zweden           | 0 – 1                        | Kwalificatie EK 2023         | 0                            |
| 8.                           | 14 maart 2023                | Finland – Nederland          | 2 – 3                        | Kwalificatie EK 2023         | 0                            |

### Nederland onder 16
Op 13 april 2022 debuteerde Van Egmond bij het Nederland –16 in een vriendschappelijke wedstrijd tegen Noorwegen –16 (2–2).
| Interlands van Bo van Egmond | Interlands van Bo van Egmond | Interlands van Bo van Egmond | Interlands van Bo van Egmond | Interlands van Bo van Egmond | Interlands van Bo van Egmond |
| №                            | Datum                        | Wedstrijd                    | Uitslag                      | Soort wedstrijd              | Doelpunten                   |
| Als speelster bij PEC Zwolle | Als speelster bij PEC Zwolle | Als speelster bij PEC Zwolle | Als speelster bij PEC Zwolle | Als speelster bij PEC Zwolle | Als speelster bij PEC Zwolle |
| ---------------------------- | ---------------------------- | ---------------------------- | ---------------------------- | ---------------------------- | ---------------------------- |
| 1.                           | 13 april 2022                | Nederland – Noorwegen        | 2 – 2                        | Vriendschappelijk            | 0                            |
| 2.                           | 15 april 2022                | Frankrijk – Nederland        | 1 – 1                        | Vriendschappelijk            | 0                            |
| 3.                           | 12 juli 2021                 | Nederland – India            | 5 – 1                        | Vriendschappelijk            | 0                            |
| 4.                           | 12 juli 2021                 | Nederland – Noorwegen        | 2 – 0                        | Vriendschappelijk            | 0                            |
| 5.                           | 12 juli 2021                 | Nederland – Zweden           | 3 – 1                        | Vriendschappelijk            | 0                            |